# Хотешівський заказник
Хотешівський — ландшафтний заказник місцевого значення. Об'єкт розташований на території Камінь-Каширського району Волинської області (за 3 км на північний захід від с. Хотешів), ДП «Камінь-Каширське ЛГ», Добренське лісництво, кв. 3, вид. 1–55; кв. 4, вид. 1–26
Площа — 224 га, статус отриманий у 2005 році.
Статус надано з метою охорони та збереження у природному стані ділянки мішаних лісів, де зростає дуб звичайний (Quercus robur), граб звичайний (Carpinus betulus), ясен звичайний (Fraxinus excelsior), клен гостролистий (Acer platanoides), вільха чорна (Alnus glutinosa). У заказнику трапляються рідкісні види рослин, занесені до Червоної книги України: любка дволиста (Platanthera bifolia), гніздівка звичайна (Neottia nidus-avis), а також мурашка руда лісова (Formica rufa) – вид комах, занесений до Чевоного списку Міжнародного союзу охорони природи.

## Галерея

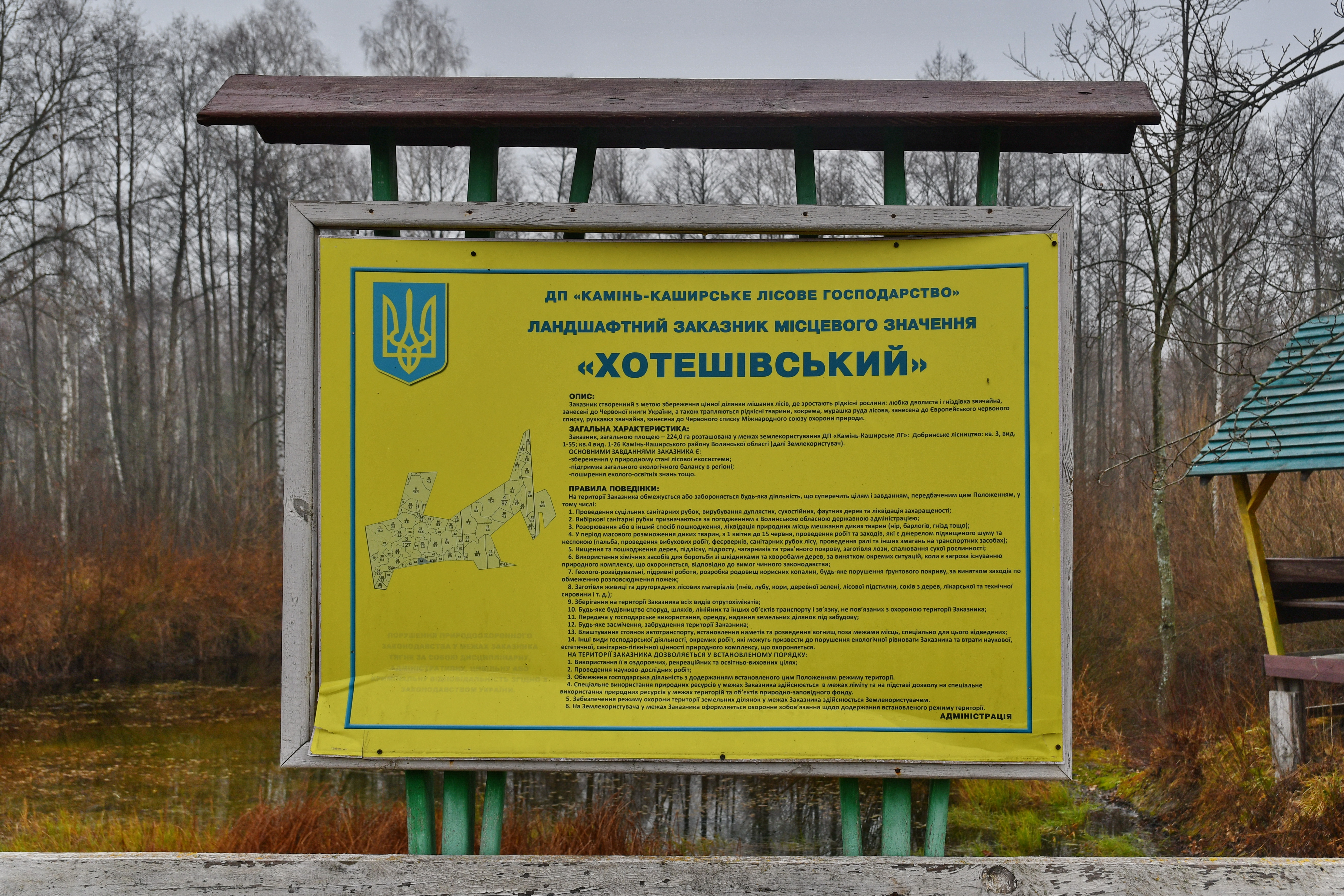
Інформаційна дошка-1
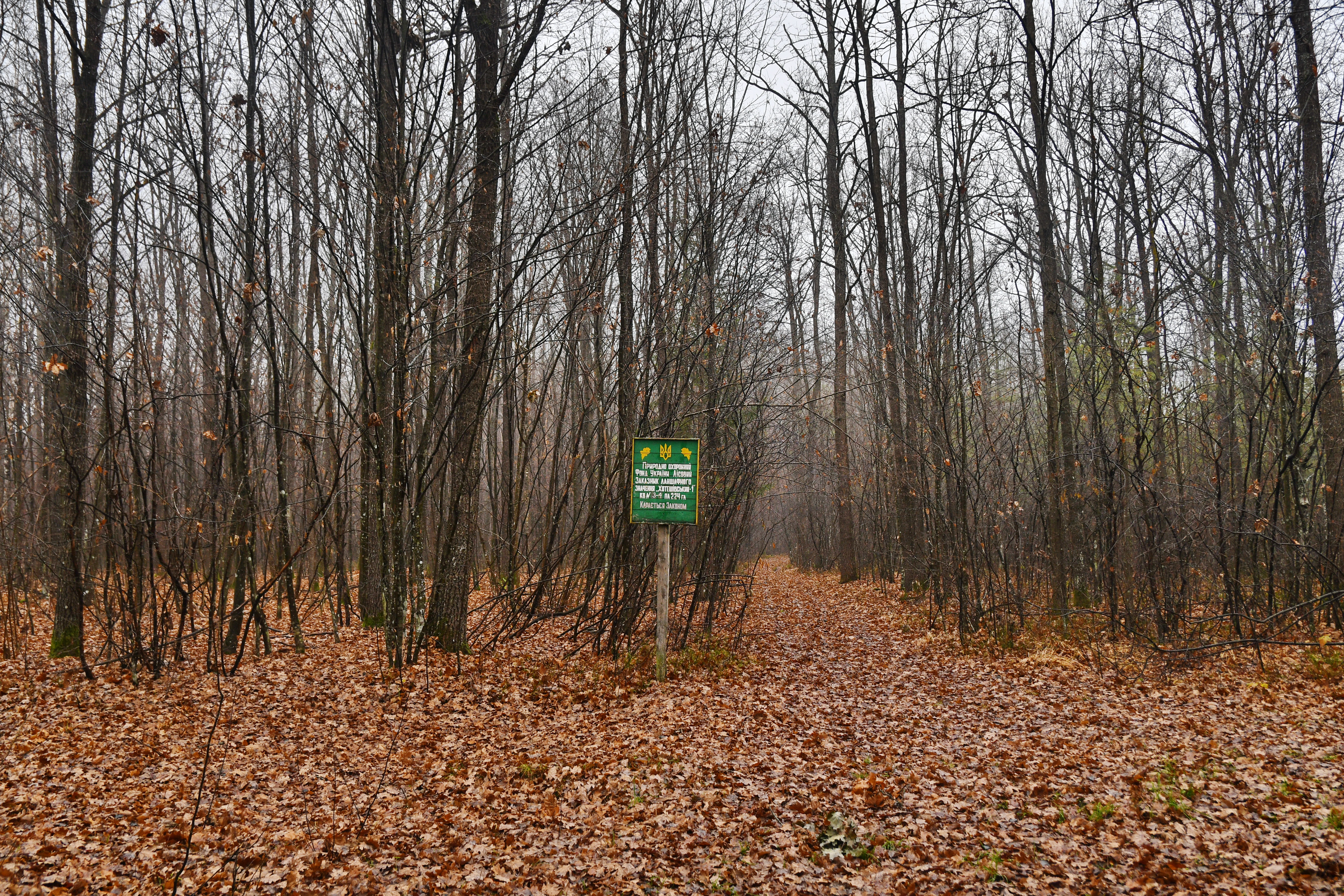
Інформаційна дошка-2
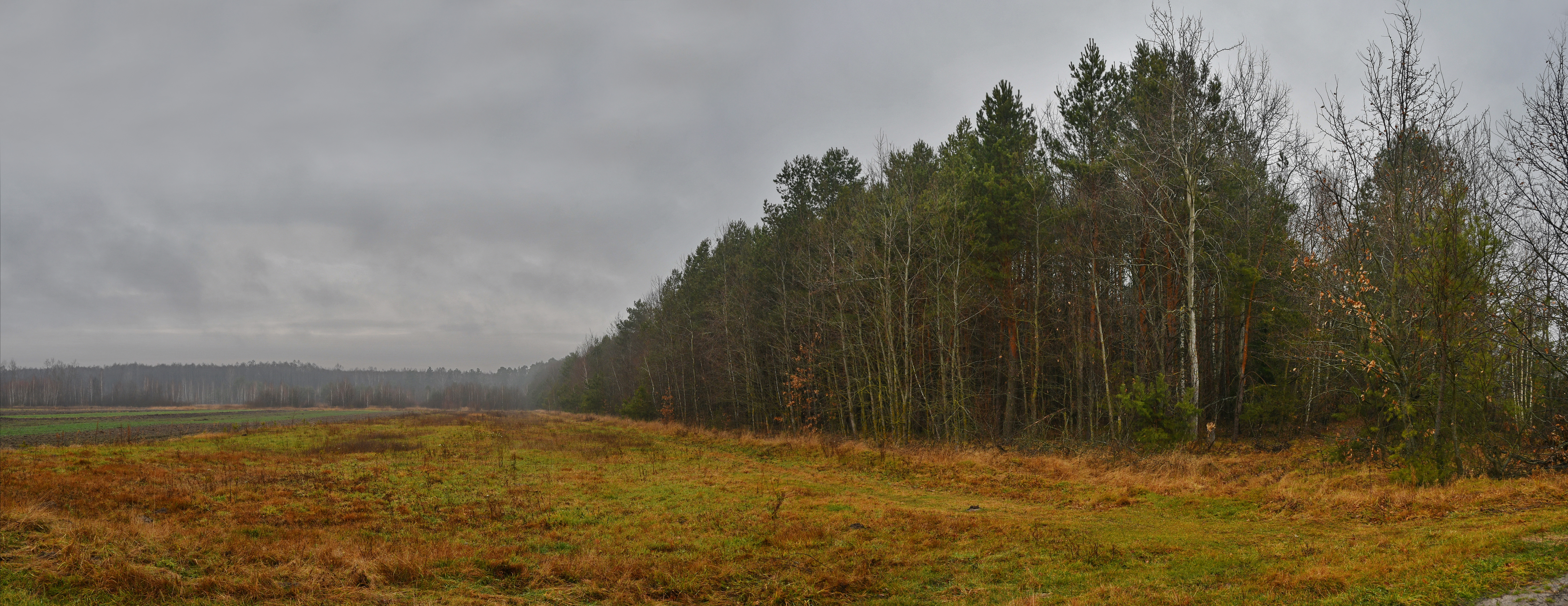
Загальний вигляд
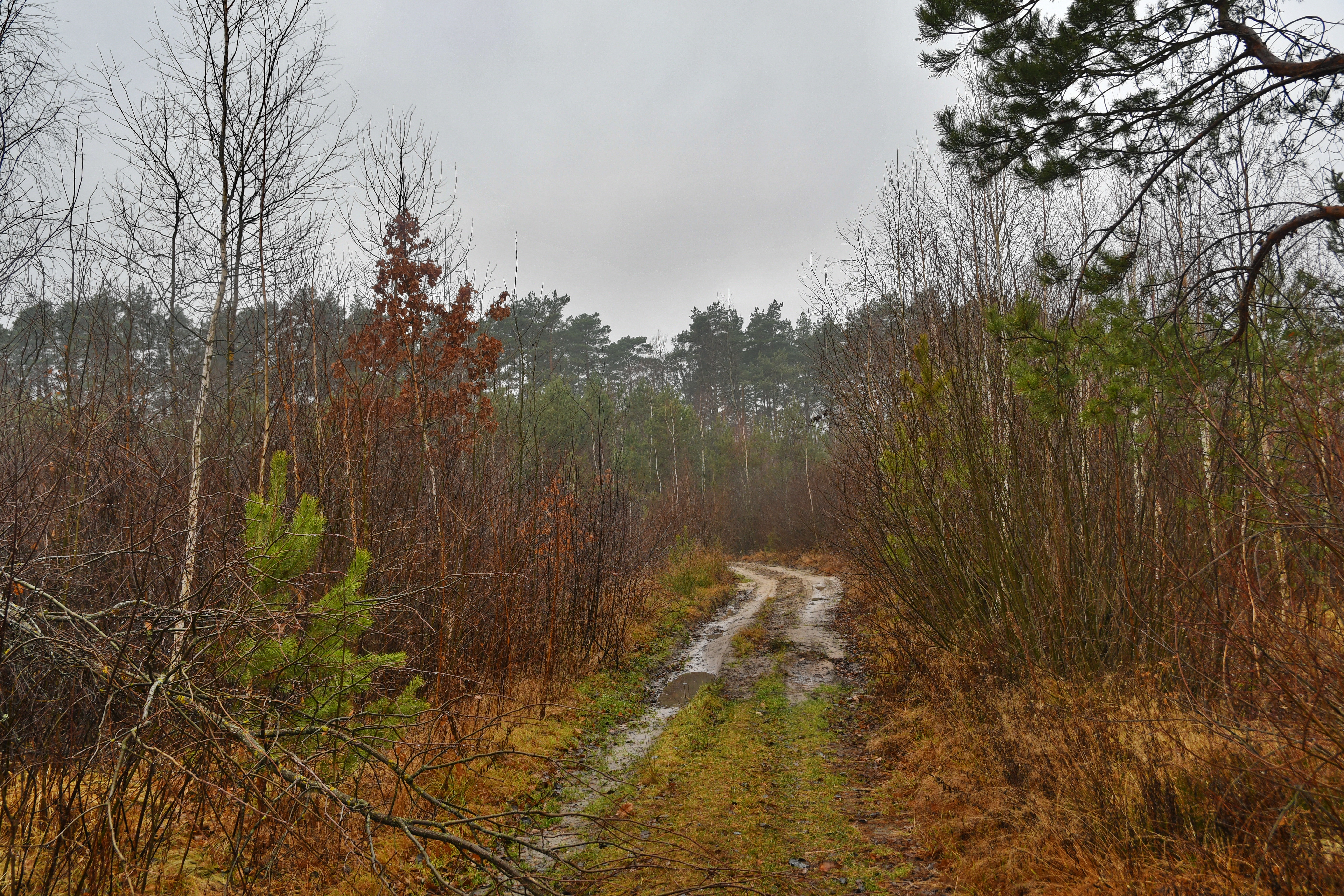
Загальний вигляд
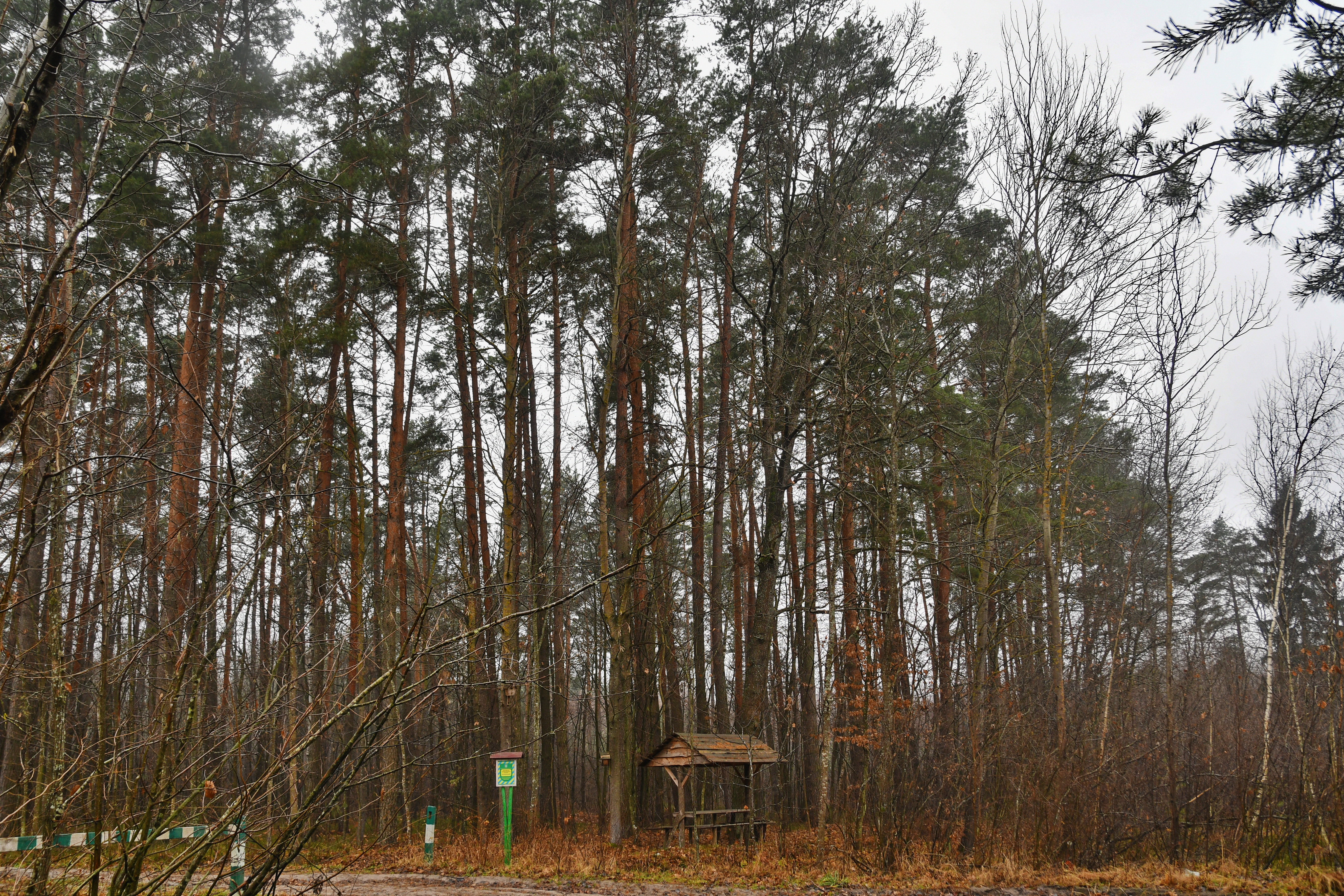
Місце для відпочинку
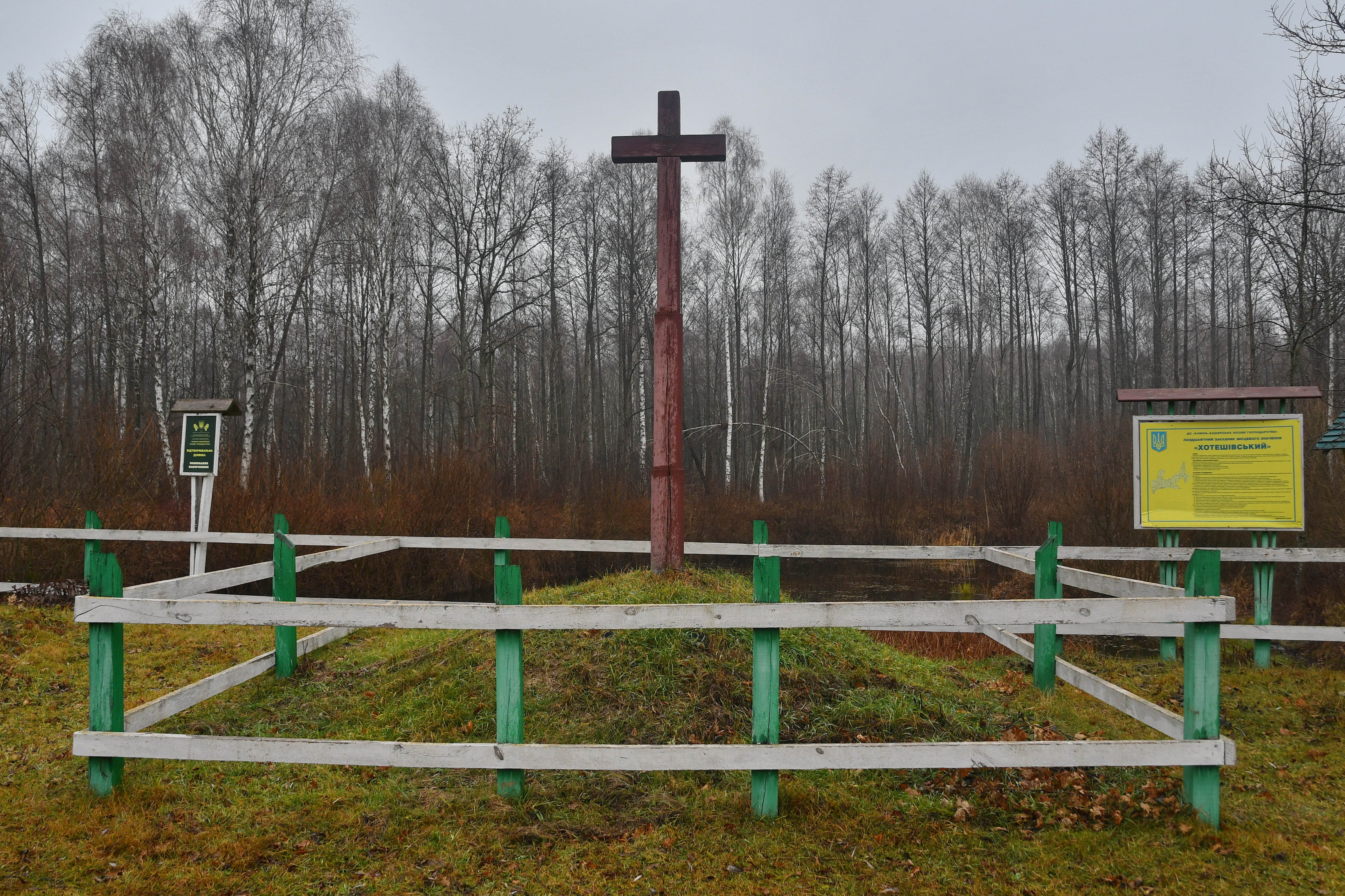
Могила братська воїнів УПА